# Walton Walker
Walton Harris Walker ([wɔːʼkr]), född 1889, död 1950, var en amerikansk militär.

## Militär karriär
Walker fick sina första utmärkelser under första världskriget. 1917 blev han överstelöjtnant. Efter D-dagen ledde han XX Corps i general George S. Pattons Third United States Army i Frankrike, och var med och befriade Metz och Buchenwald.
Han förde befäl över Eighth United States Army i Koreakriget.  Han dog den 22 december 1950 i en bilolycka nära Seoul.
1945 blev han utsedd till generallöjtnant, samt postumt till general 1950.